# زدور محمد إبراهيم قاسم
زدور محمد إبراهيم قاسم (2 فبراير 1923 بوهران - نوفمبر 1954 بوهران) تعود أصوله إلى منطقة القعدة جنوب ولاية وهران. أول طالب مناضل يستشهد في الثورة الجزائرية. سي قاسم كما يلقب ابن الشيخ العالم سي الطيب المهاجي هو خريج الآداب لجامعة القاهرة حيث نال شهادة الليسانس أواخر 1953 بداية 1954. وكان يجيد عدة لغات أجنبية منها الفرنسية وكان هو الذي حرر بيان أول نوفمبر باللغة العربية ولم يمض على عودته إلى وهران الكثير حتى تم اعتقاله بعد 24 ساعة من اندلاع شرارة الثورة نظرا لنشاطاته النضالية التي بدأها في وقت مبكر من حياته. تعرض سي قاسم للتعذيب على يد مديرية حماية الإقليم حتى لفظ أنفاسه الأخيرة. ويبقى تاريخ وفاته غير معروف بالضبط حيث أن سلطات الفرنسية ادعت أنه فر من سجنه غير أن بعض التقارير الصحفية تحدثت عن العثور على جثة في 30 نوفمبر 1954 ما بين برج الكيفان وشاطئ العاصمة. ترجع بعض المصادر ان السلطات الفرنسية ألقته من مروحية في البحر وهو مكبل حسب ما أفاد به بعض المناضلين آنذاك.
ويبقى زدور محمد إبراهيم رمزا للطلبة الجزائريين في كل الأوقات ومثلا عن مشاركتهم الفعالة في تحرير وبناء البلاد.